# Hampont
Hampont est une commune française située dans le département de la Moselle en région Grand Est.

## Géographie
| Puttigny         | Burlioncourt, Obreck | Château-Voué          |
|                  | Hampont              |                       |
| Morville-lès-Vic | Moyenvic             | Haraucourt-sur-Seille |

La commune fait partie du parc naturel régional de Lorraine.

### Hydrographie
La commune est située dans le bassin versant du Rhin au sein du bassin Rhin-Meuse. Elle est drainée par la Petite Seille, le ruisseau de la Flotte, le ruisseau le Besseling et le ruisseau le Closel.
La Petite Seille, d'une longueur totale de 25,5 km, prend sa source dans la commune de Racrange et se jette  dans la Seille à Salonnes, après avoir traversé 15 communes.
Le ruisseau de la Flotte, d'une longueur totale de 11 km, prend sa source dans la commune de Lidrezing et se jette  dans la Petite Seille sur la commune en limite avec Burlioncourt, après avoir traversé cinq communes.

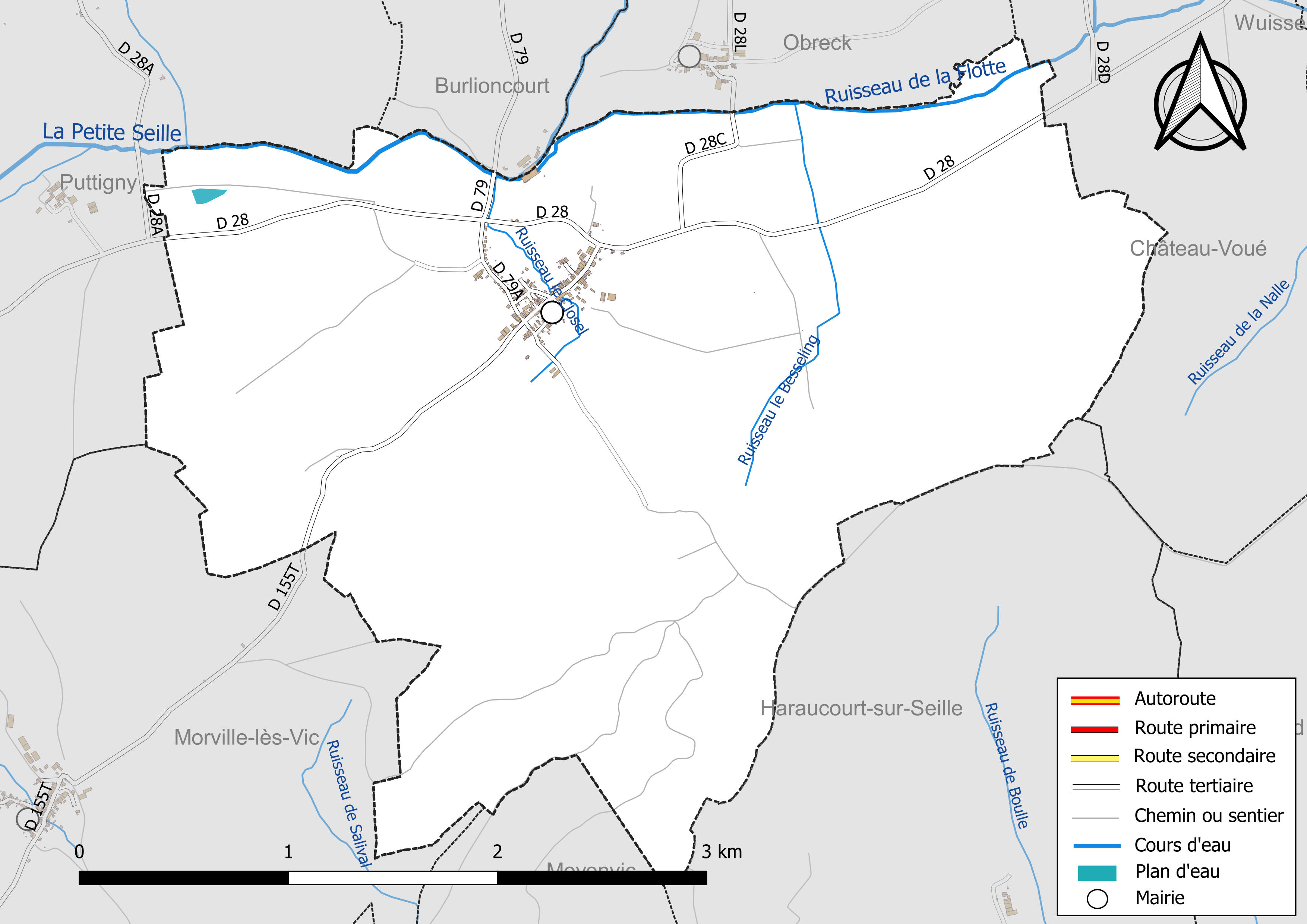
Réseaux hydrographique et routier de Hampont.

La qualité des eaux des principaux cours d’eau de la commune, notamment de la Petite Seille et du ruisseau de la Flotte, peut être consultée sur un site spécial géré par les agences de l’eau et l’Agence française pour la biodiversité.

### Climat
Pour des articles plus généraux, voir Climat du Grand Est et Climat de la Moselle.
En 2010, le climat de la commune est de type climat des marges montargnardes, selon une étude du Centre national de la recherche scientifique s'appuyant sur une série de données couvrant la période 1971-2000. En 2020, Météo-France publie une typologie des climats de la France métropolitaine dans laquelle la commune est exposée à un climat semi-continental et est dans la région climatique  Lorraine, plateau de Langres, Morvan, caractérisée par un hiver rude (1,5 °C), des vents modérés et des brouillards fréquents en automne et hiver. 
Pour la période 1971-2000, la température annuelle moyenne est de 9,9 °C, avec une amplitude thermique annuelle de 17,2 °C. Le cumul annuel moyen de précipitations est de 797 mm, avec 11,4 jours de précipitations en janvier et 9,1 jours en juillet. Pour la période 1991-2020, la température moyenne annuelle observée sur la station météorologique de Météo-France la plus proche, « Rodalbe », sur la commune de Rodalbe à 12 km à vol d'oiseau, est de 10,6 °C et le cumul annuel moyen de précipitations est de 737,2 mm. 
La température maximale relevée sur cette station est de 38,7 °C, atteinte le 24 juillet 2019 ; la température minimale est de −18,1 °C, atteinte le 26 décembre 2010,,. 
Les paramètres climatiques de la commune ont été estimés pour le milieu du siècle (2041-2070) selon différents scénarios d'émission de gaz à effet de serre à partir des nouvelles projections climatiques de référence DRIAS-2020. Ils sont consultables sur un site spécial publié par Météo-France en novembre 2022.

## Urbanisme

### Typologie
Au 1er janvier 2024, Hampont est catégorisée commune rurale à habitat dispersé, selon la nouvelle grille communale de densité à sept niveaux définie par l'Insee en 2022.
Elle est située hors unité urbaine et hors attraction des villes,.

### Occupation des sols
L'occupation des sols de la commune, telle qu'elle ressort de la base de données européenne d’occupation biophysique des sols Corine Land Cover (CLC), est marquée par l'importance des territoires agricoles (67,3 % en 2018), en diminution par rapport à 1990 (69,6 %). La répartition détaillée en 2018 est la suivante : 
terres arables (44,3 %), forêts (25,4 %), prairies (19,2 %), milieux à végétation arbustive et/ou herbacée (4,8 %), zones agricoles hétérogènes (3,8 %), zones urbanisées (2,6 %). L'évolution de l’occupation des sols de la commune et de ses infrastructures peut être observée sur les différentes représentations cartographiques du territoire : la carte de Cassini (XVIIIe siècle), la carte d'état-major (1820-1866) et les cartes ou photos aériennes de l'IGN pour la période actuelle (1950 à aujourd'hui).

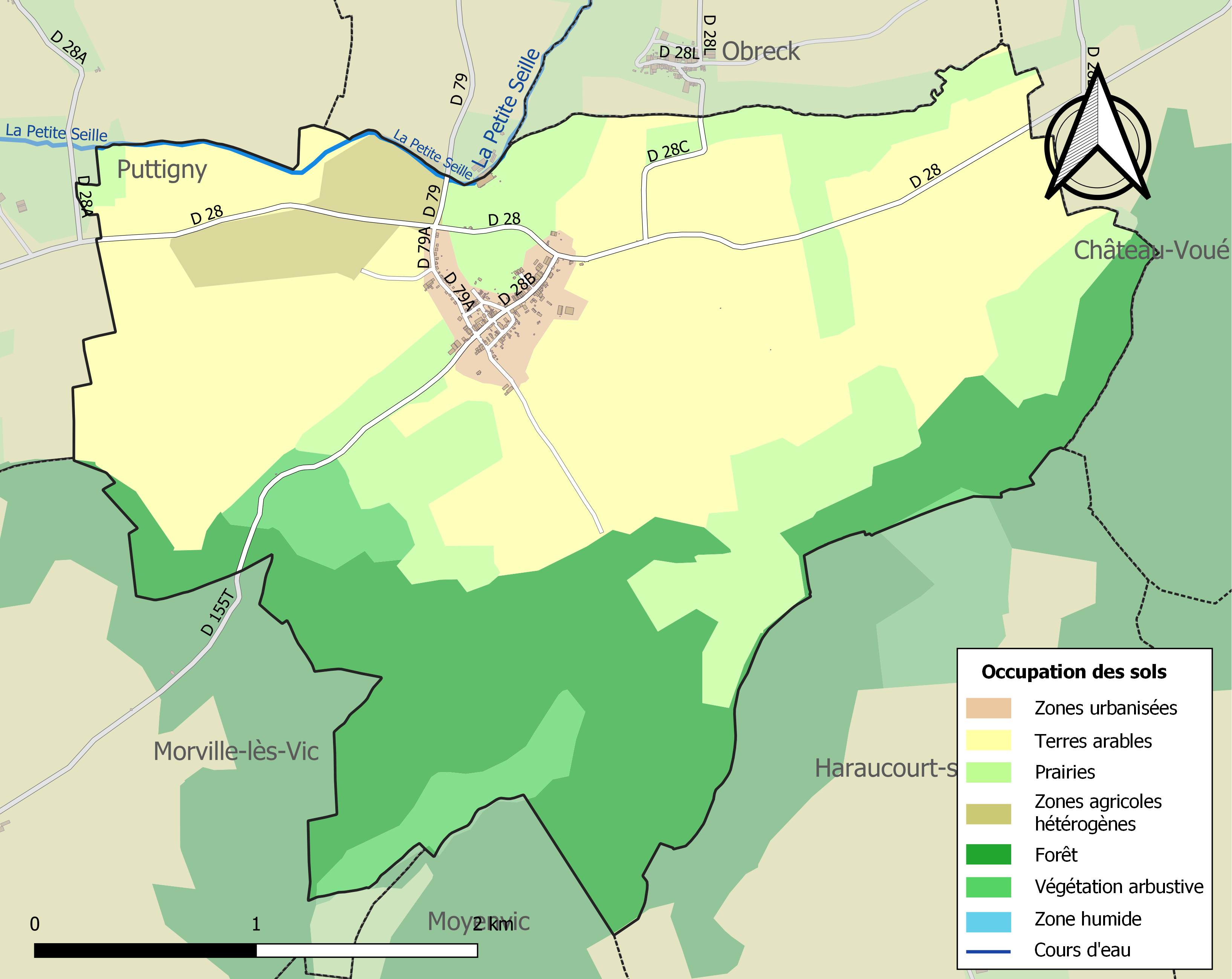
Carte des infrastructures et de l'occupation des sols de la commune en 2018 (CLC).

## Toponymie
Anciens noms : Hampons (XIIe siècle), Anpons (1180), Hanpunt et Hanpont (1263 et 1288), Hudingen et Hampont (1594), Hampont (1793), Hudingen (1915–1918), Hüdingen (1940–1944). 
En allemand médiéval : Hudingen.

## Histoire
- Village du Saulnois partagé entre Lorraine et évêché.
- Huding, ancien village détruit près de Hampont, son ban a été réuni à celui de cette commune[17]. En 1507, on signale encore une ferme de Hundingen à Hampont[18].

## Politique et administration
| Période                                  | Période  | Identité         | Étiquette | Qualité |
| ---------------------------------------- | -------- | ---------------- | --------- | ------- |
| Les données manquantes sont à compléter. |          |                  |           |         |
| 1931                                     | 1936     | Lucien Génois    | URL       | Député  |
| mars 1989                                | ?        | Guy Boué         | SE        |         |
| mai 2020                                 | En cours | Sylvain Scherrer |           |         |

## Démographie
L'évolution du nombre d'habitants est connue à travers les recensements de la population effectués dans la commune depuis 1793. Pour les communes de moins de 10 000 habitants, une enquête de recensement portant sur toute la population est réalisée tous les cinq ans, les populations de référence des années intermédiaires étant quant à elles estimées par interpolation ou extrapolation. Pour la commune, le premier recensement exhaustif entrant dans le cadre du nouveau dispositif a été réalisé en 2006.

En 2022, la commune comptait 167 habitants, en évolution de −9,73 % par rapport à 2016 (Moselle : +0,52 %, France hors Mayotte : +2,11 %).
| 1793 | 1800 | 1806 | 1821 | 1831 | 1836 | 1841 | 1846 | 1851 |
| ---- | ---- | ---- | ---- | ---- | ---- | ---- | ---- | ---- |
| 479  | 525  | 520  | 561  | 568  | 536  | 513  | 504  | 483  |

| 1856 | 1861 | 1871 | 1875 | 1880 | 1885 | 1890 | 1895 | 1900 |
| ---- | ---- | ---- | ---- | ---- | ---- | ---- | ---- | ---- |
| 473  | 443  | 421  | 380  | 409  | 378  | 386  | 358  | 348  |

| 1905 | 1910 | 1921 | 1926 | 1931 | 1936 | 1946 | 1954 | 1962 |
| ---- | ---- | ---- | ---- | ---- | ---- | ---- | ---- | ---- |
| 364  | 394  | 326  | 312  | 287  | 302  | 224  | 249  | 242  |

| 1968 | 1975 | 1982 | 1990 | 1999 | 2006 | 2011 | 2016 | 2021 |
| ---- | ---- | ---- | ---- | ---- | ---- | ---- | ---- | ---- |
| 240  | 226  | 228  | 223  | 212  | 212  | 199  | 185  | 171  |

| 2022 | - | - | - | - | - | - | - | - |
| ---- | - | - | - | - | - | - | - | - |
| 167  | - | - | - | - | - | - | - | - |

## Culture locale et patrimoine

### Lieux et monuments

#### Édifices civils
- Regroupement scolaire Robert-Doisneau.

#### Ouvrage militaire
- Batterie du "Gros Max" : canon modèle SK-L/45 Max calibre 380 mm. Durant la Première Guerre mondiale, la commune du district de Lorraine, proche de la frontière française, connaît une activité fébrile sans précédent. De janvier 1916 à janvier 1917, un super canon de 260 tonnes, surnommé "Langer Max" en allemand, est installé dans le bois de Chaumont. Pouvant tirer à une trentaine de kilomètres, il bombarde régulièrement Nancy, Dombasle-sur-Meurthe et Lunéville, provoquant de nombreux dégâts. Servi par des canonniers de la Kaiserliche Marine, il tira environ 150 obus, de gros calibre, durant son activité sur cette partie du front[23].

#### Édifices religieux
- Église Saint-Martin, néo-romane 1860, construite par les templiers, reconstruite après la guerre.
- Traces de la chapelle Saint-Éloi dans les vignes vers Morville, citée en 1682.

### Personnalités liées à la commune
- Theodor Eicke né le 17 octobre 1892 à Hampont, SS-Obergruppenführer, inspecteur des camps de concentration (1934-1939), commandeur de la division SS Totenkopf (1939-1943).
- Albert Thiam (1921-1998), ébéniste lorrain, né à Hampont.
- Lucien Génois, maire d’Hampont, député de la Moselle, conseiller général du canton de Château-Salins, décédé à Hampont le 20 octobre 1939.

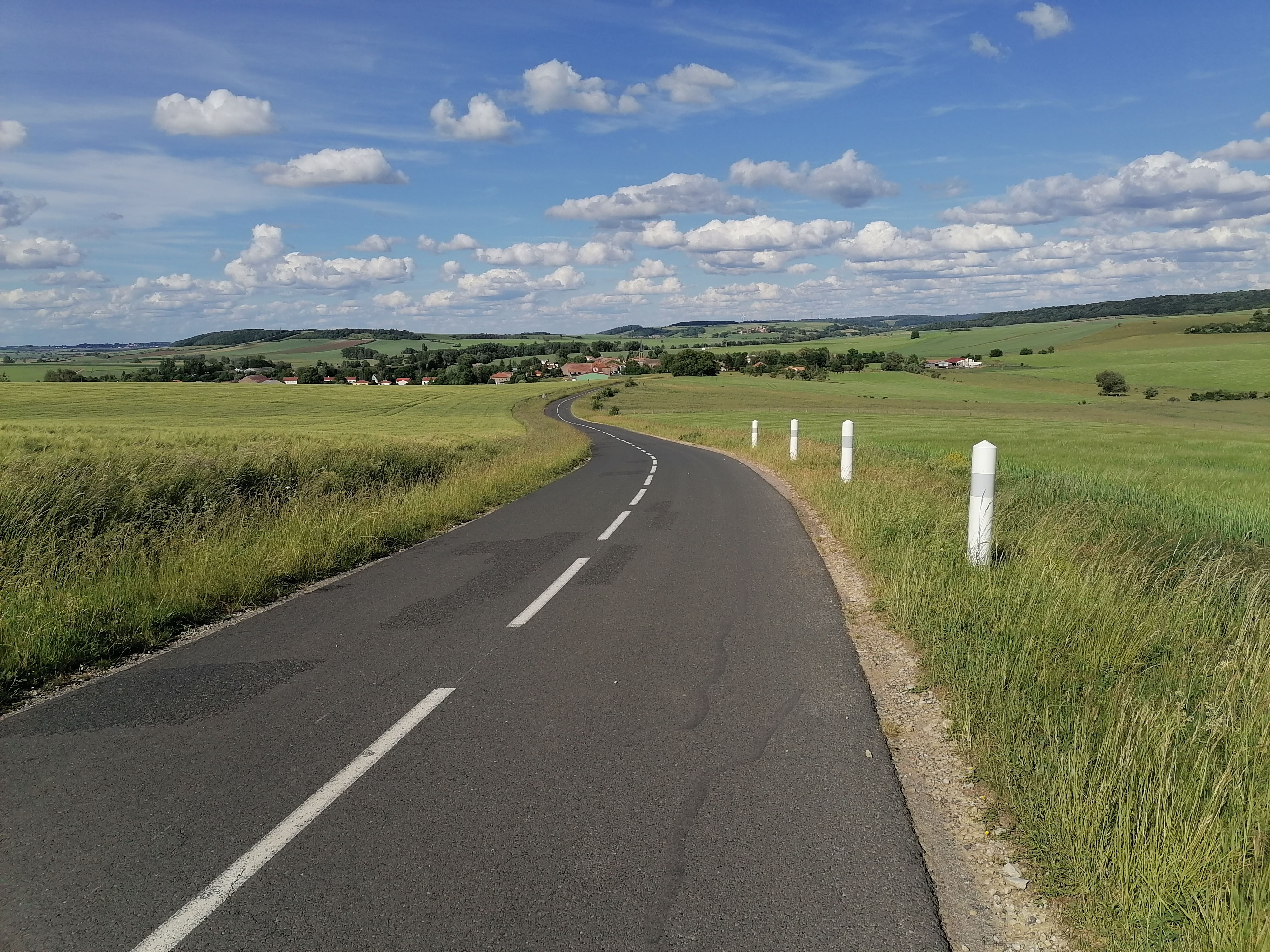
Vue générale depuis la route qui part en direction de Morville-lès-Vic.
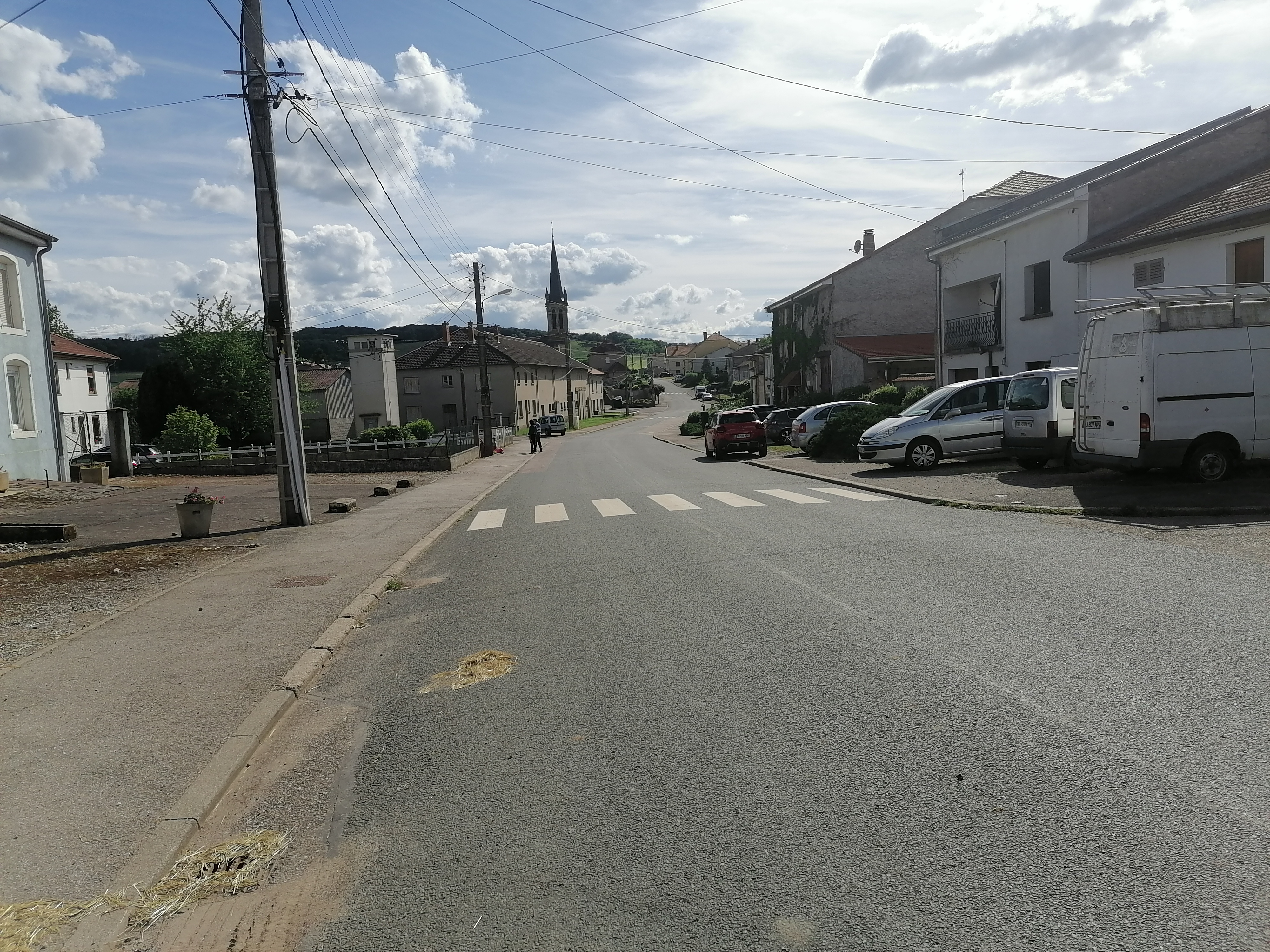
Rue principale du village.
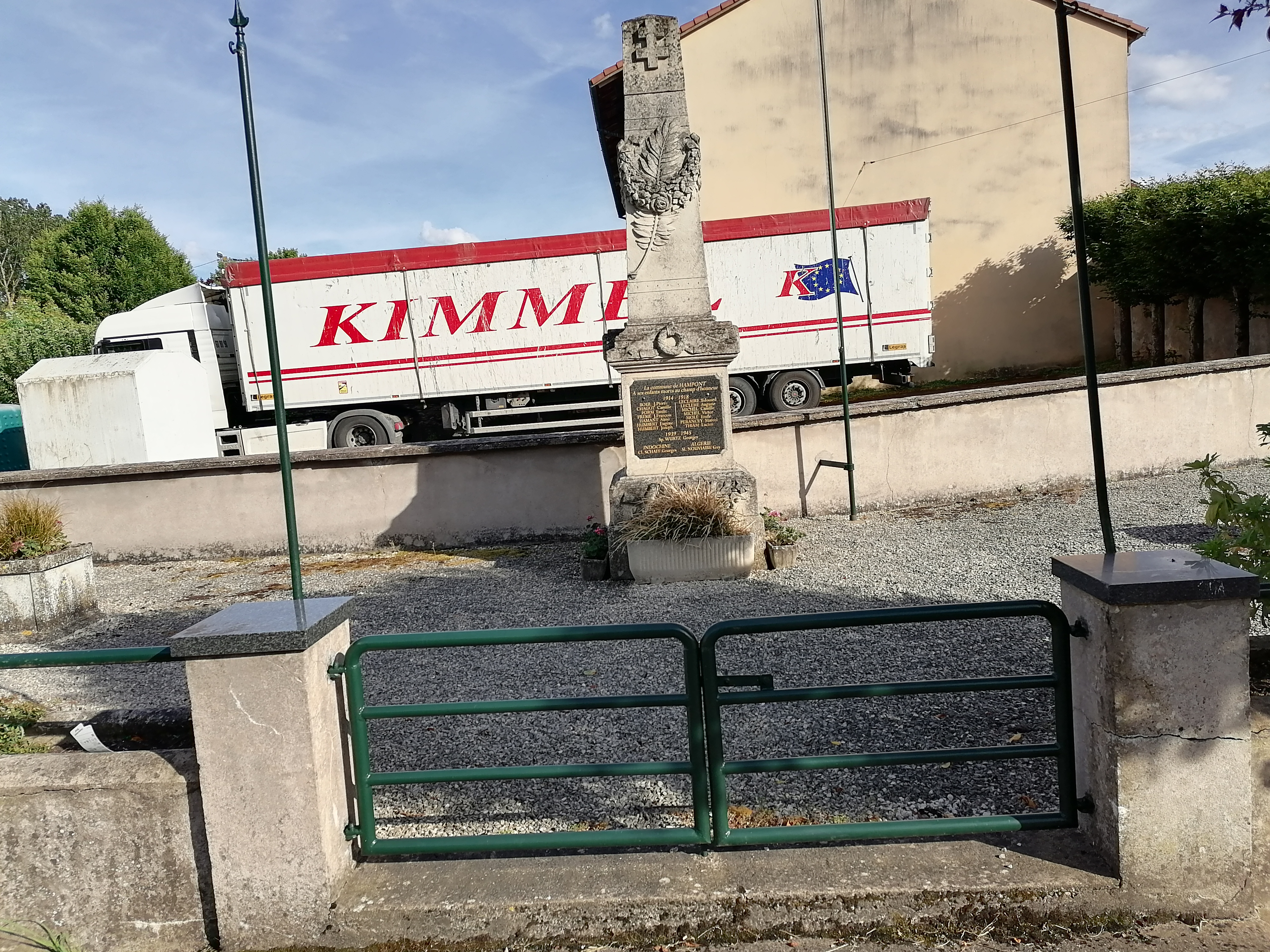
Monument aux morts.